# Magdalena Aicega
María Magdalena Aicega (Buenos Aires, 1 de noviembre de 1973) es una jugadora de hockey sobre césped y nutricionista argentina.
Fue capitana de Las Leonas, la Selección argentina, en la que se desempeñó como defensora y era una de las habituales tiradoras de corners cortos.
Además, fue una de las jugadoras emblemáticas de la Selección de la década del 2000, cuando alcanzó el primer nivel mundial, promoviendo así la popularización del hockey sobre césped femenino en Argentina.
En 2000, ganó el Premio Olimpia de oro junto al resto de Las Leonas, como las mejores deportistas argentinas del año.

## Carrera deportiva
Magdalena representó por primera vez a su país en el Campeonato Mundial Junior de Barcelona en 1993, obteniendo el título. Al año siguiente, integraría el plantel de la Selección mayor que finalizó en el segundo puesto del Campeonato Mundial de Dublín, Irlanda. En 1995, haría su debut en el Champions Trophy de Mar del Plata y ganaría su primer Juego Panamericano ya que volvería a conseguir medallas de oro en los Juegos Panamericanos de 1999, 2003 y 2007.
En 2000, ganó su primer torneo de jerarquía internacional con Las Leonas al obtener la medalla de plata en los Juegos Olímpicos de Sídney y el primer título en el Champions Trophy de Amstelveen, Holanda en 2001. En 2002, se consagró campeona en el Campeonato Mundial de Perth, Australia. Magdalena es la jugadora argentina que tiene el récord de mayor cantidad de Champions Trophy disputadas, realizando 10 presentaciones en dicho certamen.
En 2004, integró la delegación argentina en los Juegos Olímpicos de Atenas donde obtuvo la medalla de bronce.
En 2008, integró por tercera vez la delegación argentina en los Juegos Olímpicos de Pekín consiguiendo la medalla de bronce. Ese mismo año, también obtuvo su segundo Champions Trophy en Mönchengladbach, Alemania.
Entre los premios y reconocimientos que recibió a lo largo de su carrera, se destacan el Premio Olimpia de Plata que ganó en 2006, habiendo formado parte de la terna en 1998 y 2003. También fue nominada al premio otorgado por la Federación Internacional de Hockey a Mejor Jugadora Internacional del año en 1999, que finalmente fue otorgado a la australiana Alyson Annan.

## Títulos
- 1993: Medalla de oro en el Campeonato Mundial Junior (Barcelona, España).
- 1994: Medalla de plata en el Campeonato Mundial (Dublín, Irlanda).
- 1995: Medalla de oro en los Juegos Panamericanos (Mar del Plata, Argentina).
- 1999: Medalla de oro en los Juegos Panamericanos (Winnipeg, Canadá).
- 2000: Medalla de plata en los Juegos Olímpicos (Sídney, Australia).
- 2001: Medalla de oro en el Champions Trophy  (Amstelveen, Países Bajos).
- 2001: Medalla de oro en la Copa Panamericana (Kingston, Jamaica).
- 2002: Medalla de plata en el Champions Trophy (Macao, China).
- 2002: Medalla de oro en el Campeonato Mundial (Perth, Australia).
- 2003: Medalla de oro en los Juegos Panamericanos (Santo Domingo, República Dominicana).
- 2004: Medalla de oro en la Copa Panamericana (Bridgetown, Barbados).
- 2004: Medalla de bronce en los Juegos Olímpicos (Atenas, Grecia).
- 2004: Medalla de bronce en el  Champions Trophy (Rosario, Argentina).
- 2006: Medalla de bronce en el Campeonato Mundial (Madrid, España).
- 2007: Medalla de plata en el Champions Trophy (Quilmes, Argentina).
- 2007: Medalla de oro en los Juegos Panamericanos (Río de Janeiro, Brasil).
- 2008: Medalla de oro en el Champions Trophy (Mönchengladbach, Alemania).
- 2008: Medalla de bronce en los Juegos Olímpicos (Pekín, China).

## Premios y distinciones
- 1998: Premio Olimpia de Plata (hockey sobre césped).
- 2000: Premio Olimpia de oro (Las Leonas).[12]
- 2000: Premio Konex, Diploma al Mérito.[13]
- 2003: Premio Olimpia de Plata (hockey sobre césped).
- 2005: Premio Jorge Newbery de Plata (hockey sobre césped).
- 2006: Integrante del Equipo de las Estrellas del Campeonato Mundial de Madrid.
- 2006: Premio Clarín Consagración Hockey sobre Césped.
- 2006: Premio Olimpia de Plata (Hockey sobre césped).
- 2007: Integrante del Equipo de las Estrellas de la Federación Internacional de Hockey.